# VW Гидры
VW Гидры (лат. VW Hydrae), HD 72704 — кратная звезда в созвездии Гидры на расстоянии приблизительно 4104 световых лет (около 1258 парсек) от Солнца. Видимая звёздная величина звезды — от +14,1m до +10,5m.
Пара первого и второго компонентов — двойная затменная переменная звезда типа Алголя (EA). Орбитальный период — около 2,6964 суток.
Открыта Куно Хофмейстером в 1929 году**.

## Характеристики
Первый компонент — бело-голубая звезда спектрального класса B8-A0III-IV, или B8-9V, или A0, или A2, или A3. Масса — около 3,1 солнечной, радиус — около 2,6 солнечного, светимость — около 42,64 солнечной. Эффективная температура — около 10882 K.
Второй компонент — жёлтая звезда спектрального класса G4IV, или F9III, или K1IV. Масса — около 0,76 солнечной, радиус — около 3,38 солнечного, светимость — около 7,26 солнечной. Эффективная температура — около 4848 K.
Третий компонент. Масса — не менее 0,53 солнечной.
Четвёртый компонент — нейтронная звезда или чёрная дыра. Масса — более 2,84 солнечной.